# Awa (miasto)
Awa (jap. 阿波市 Awa-shi) – miasto w Japonii, na wyspie Sikoku, w prefekturze Tokushima.
Miasto rangi 市 -shi utworzono w 2005 roku poprzez przyłączenie do wcześniejszych granic miasteczka Awa miejscowości: Ichiba (z powiatu Awa), Donari i Yoshino (z powiatu Itano).

## Populacja
Zmiany w populacji Awa w latach 1970–2015:
| Rok  | Populacja |
| ---- | --------- |
| 1970 | 42 491    |
| 1975 | 42 706    |
| 1980 | 43 823    |
| 1985 | 44 058    |
| 1990 | 43 304    |
| 1995 | 42 657    |
| 2000 | 42 388    |
| 2005 | 41 076    |
| 2010 | 39 247    |
| 2015 | 37 218    |